# Hilaira pelikena
Hilaira pelikena är en spindelart som beskrevs av Kirill Yeskov 1987. Hilaira pelikena ingår i släktet Hilaira och familjen täckvävarspindlar. Inga underarter finns listade i Catalogue of Life.